# Rob Penders
Rob Penders est un footballeur néerlandais, né le 31 décembre 1975 à Zaandam aux Pays-Bas. Il évoluait comme stoppeur. À l'issue de sa carrière de joueur, il se reconvertit comme entraîneur.

## Carrière
- 1994-2000 :  RBC Roosendaal
- 2000-2011 :  NAC Breda [1],[2]

## Palmarès
Néant